# Golpe de Estado no Chile em 1973
O Golpe de Estado de 11 de Setembro, ocorrido no Chile em 1973, foi um golpe militar que derrubou o regime democrático constitucional do Chile e de seu presidente, Salvador Allende, tendo sido articulado conjuntamente por oficiais sediciosos da marinha e do exército chileno, com apoio militar e financeiro do governo dos Estados Unidos e da CIA, bem como de organizações terroristas chilenas, como a Patria y Libertad, de tendências nacionalistas-neofascistas, tendo sido encabeçado pelo general Augusto Pinochet, que se proclamou presidente.

## O Chile antes do golpe
Nas eleições de 1970, Allende obteve a vitória com 36,2% dos votos, contra 34,9% de Jorge Alessandri, o candidato da direita, e 27,8% do terceiro candidato, Radomiro Tomic, cuja plataforma era similar à de Allende, que propunha transformar o Chile em um regime socialista, mas pela chamada "via chilena ao socialismo", naquilo que foi qualificado de estilo "empanadas e vinho tinto" - por meios pacíficos, democráticos, assegurada a liberdade de imprensa e respeitada a constituição - foi inicialmente bem vista por parte dos aderentes da Democracia Cristã, que também se envolviam em processos reformistas como a reforma agrária. O apoio inicial refletido em uma parcela de 49% dos votos na eleição municipal de 1971, se perdeu paulatinamente com a deterioração da situação econômica.
Altos funcionários norte-americanos discutiram o desejo de impedir a posse do então recém-eleito presidente chileno, o esquerdista Salvador Allende, em 1970.— Associated Press
Como a Constituição chilena previa a necessidade de "maioria dupla" (no voto popular e no Congresso), difíceis negociações foram entabuladas para a aprovação do nome de Allende no Parlamento. Após o brutal assassinato do Comandante-em-Chefe das Forças Armadas chilenas, o general constitucionalista René Schneider, perpetrado por elementos ligados à Patria y Libertad, Allende teve, finalmente, seu nome confirmado pelo Congresso chileno.
O partido Democrata Cristão do Chile era uma grande confederação interclassista, com sua base popular autêntica no proletariado da grande indústria moderna, da indústria moderna pequena e média, da pequena e média propriedade rural e na burguesia da alta classe média urbana. A Unidade Popular representava o proletariado, formado pelos operários menos favorecidos, o proletariado agrícola, e a baixa classe média urbana. A Democracia Cristã, aliada ao Partido Nacional, de extrema direita, controlava o Congresso chileno, enquanto a Unidade Popular controlava o Poder Executivo.
A violência, desatada primeiramente por grupos extremistas de ambos os lados do espectro político, como o MIR (de extrema esquerda) ou os seus opositores direitistas do grupo terrorista neofacista Patria y Libertad - apoiado pela CIA e por elementos sediciosos do exército e da marinha chilena - provocou um clima de confrontamento, que foi se expandindo a todos os âmbitos da sociedade, chegando enfim às pessoas comuns. Dois grandes blocos se formaram, a Unidade Popular (UP) e a Confederación de la Democracia (CODE), que obtiveram respectivamente 43,3% e 55% dos votos na eleição para o Parlamento, deixando Allende sem maioria no Congresso. 
Os grupos de ultradireita, agrupados no Partido Nacional e nos movimentos Patria y Libertad e Poder Femenino, tentaram por todos os meios derrubar o governo, frequentemente com respaldo financeiro e material da CIA, que também conspirava para destituir o governo da UP, por não convir aos Estados Unidos - então em plena guerra fria, e envolvido na guerra do Vietnã -  ter mais um regime socialista em sua área de influência. Todas as tentativas democráticas para derrubar o governo de Allende fracassaram, graças ao apoio que esse recebia da população. Uma possível saída através de um plebiscito, com a qual Allende concordava, não chegou a se materializar. Com a recusa do Congresso Nacional, em 2 de junho de 1973, de autorizar o estado de sítio, considerado imperioso pelo Comandante em Chefe das forças armadas chilenas, o  general legalista Carlos Prats, para que as forças armadas pudessem controlar o terrorismo de direita e de esquerda que já assolava o país, e assegurar o respeito à constituição, a violência chegava ao extremo, e temia-se por uma guerra civil.
Este estado de confrontamento, incitado pela Patria y Libertad, cujo primeiro ato terrorista foi perpetrado em parceria com oficiais sediciosos da marinha chilena e chamou-se "La noche de las mangueras largas" ocorreu precisamente no horário em que foi assassinado o ajudante-de-ordens de Allende, o Capitão-de-Mar-e-Guerra Arturo Araya - com o objetivo de subverter a cadeia de comando da marinha. A "operação" terrorista executada pela Patria y Libertad consistiu em cortarem-se todas as mangueiras de abastecimento dos principais postos de gasolina de Santiago. Esse e outros atos terroristas do Patria y Libertad visavam favorecer e justificar a ação da facção golpista das forças armadas, apoiadas pelos Estados Unidos, e que culminaria com a quebra da longa democracia chilena, e com o sangrento golpe militar de Pinochet.

## O Golpe de 1973

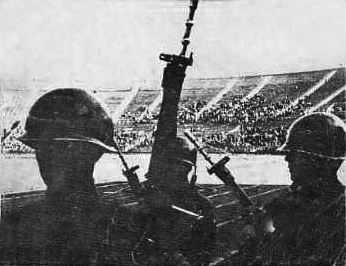
Estádio Nacional do Chile após o golpe.

Desde agosto 1973, a Marinha e a Força Aérea preparavam um golpe de estado contra o governo de Allende, lideradas pelo vice-almirante José Toribio Merino e o general Gustavo Leigh. Em 21 de agosto, o general legalista e constitucionalista Carlos Prats viu-se forçado a renunciar ao posto de Comandante em Chefe, pressionado por manifestações das esposas de generais sediciosos. Em seu lugar, assumiu Augusto Pinochet no dia 23, até então considerado um general leal à constituição e apolítico. Em 22 de agosto, a Câmara de Deputados, que havia se recusado a aprovar o estado de sítio solicitado por Salvador Allende, a conselho de Carlos Prats, em 2 de junho, decidiu ao invés aprovar uma moção em que se convocava os ministros militares para solucionar o que chamava de "o grave quebramento da ordem constitucional" (o "Acordo da Câmara de Deputados sobre o grave quebramento da ordem constitucional e legal da República").
Altamirano é advertido de um possível golpe de estado por parte da Marinha, e faz um discurso incendiário, dizendo que o Chile se converterá em um "segundo Vietnã heroico", enquanto se inicia um processo de desaforo contra Altamirano. Em 7 de setembro, Pinochet é convencido por Leigh e Merino, e se une aos oficiais golpistas, enquanto entre os Carabineiros, apenas César Mendoza, um general de baixa antiguidade, estava a favor.
No dia 10 de setembro, a esquadra chilena zarpou, como estava previsto, a pretexto de participar dos exercícios UNITAS, um tradicional exercício naval entre as marinhas dos Estados Unidos e marinhas latinoamericanas. O exército é aquartelado para evitar possíveis distúrbios no dia do processo de Altamirano. Porém a armada chilena regressou a Valparaíso na manhã de 11 de setembro e tomou rapidamente a cidade de assalto, enquanto os vasos de guerra dos Estados Unidos ficaram de prontidão, no limite das águas territoriais chilenas. Se tivesse havido resistência armada ao golpe de estado, o plano previa que os marines invadiriam o Chile, para "preservar a vida de cidadãos norte-americanos". Um avião WB-575 - um centro de telecomunicações - da força área norteamericana, pilotado por militares norteamericanos, sobrevoava o Chile. Simultaneamente 33 caças e aviões de observação da força aérea norte-americana aterrissavam na base aérea de Mendonza, na fronteira da Argentina com o Chile.
Allende foi alertado cerca das 7 da manhã e se dirigiu ao La Moneda, tratando de localizar a Leigh e Pinochet, esse último até pouco tempo seu colaborador e membro de seu gabinete, o que foi impossível e o fez pensar que Pinochet estivesse preso. O general Sepúlveda, diretor dos Carabineiros, assinalou-lhe que se manteriam fiéis, mas Mendoza assumiu como Diretor Geral. Por outro lado, Pinochet chegou ao Comando de Comunicações do Exército e começou a participar ativamente do golpe. Às 8h42, as rádios Mineria e Agricultura transmitiram a primeira mensagem da Junta Militar, dirigida por Pinochet, Leigh, Mendoza e Merino, solicitando a Allende a entrega imediata de seu cargo e a evacuação imediata de La Moneda, ou seria atacado por tropas de ar e terra. Nesse momento, as tropas de Carabineiros cercando o Palácio se retiraram.
Allende decide continuar no Palácio, enquanto às 9h55 chegam os primeiros tanques ao Bairro Cívico, enfrentando-se a franco-atiradores leais ao governo. A CUT chama à resistência nos bairros industriais, enquanto o Presidente decide dar uma última locução:
"Colocado em uma transição histórica, pagarei com minha vida a lealdade do povo. E os digo que tenho a certeza de que a semente que entregaremos à consciência de milhares e milhares de chilenos não poderá ser cegada definitivamente. Trabalhadores de minha Pátria! Tenho fé no Chile e em seu destino. Superarão outros homens nesse momento cinza e amargo onde a traição pretende se impor. Sigam vocês sabendo que, muito mais cedo que tarde, abrir-se-ão de novo as grandes alamedas por onde passe o homem livre, para construir uma sociedade melhor."— Salvador Allende, 11 de setembro de 1973
O fogo entre os tanques e os membros do GAP se inicia e, às 11h52, aviões Hawker Haunter da Força Aérea Chilena bombardeiam o Palácio de La Moneda e a residência de Allende, na Avenida Tomás Moro, Las Condes. O golpe surpreende por sua rapidez e violência. O Palácio começa a se incendiar, mas Allende e seus partidários se negam a render-se. Perto das 2 horas da tarde, as portas são derrubadas e o Palácio é tomado pelo exército. Allende ordena a evacuação, mas se mantém no Palácio. Segundo o testemunho de seu médico pessoal, Allende disparou com uma metralhadora contra seu queixo, cometendo suicídio. Porém, há aqueles que não acreditam até hoje nesse depoimento e nem na autópsia que seria feita em 1990 e que supostamente confirmaria esse testemunho. Para muitas pessoas Allende foi sumariamente executado.
Às 18 horas, os líderes do pronunciamento se reúnem na Escola Militar, assumindo como membros da Junta Militar que governará o país, e decretam o "estado de guerra", incluindo estado de sítio.